# 仏教徒危機

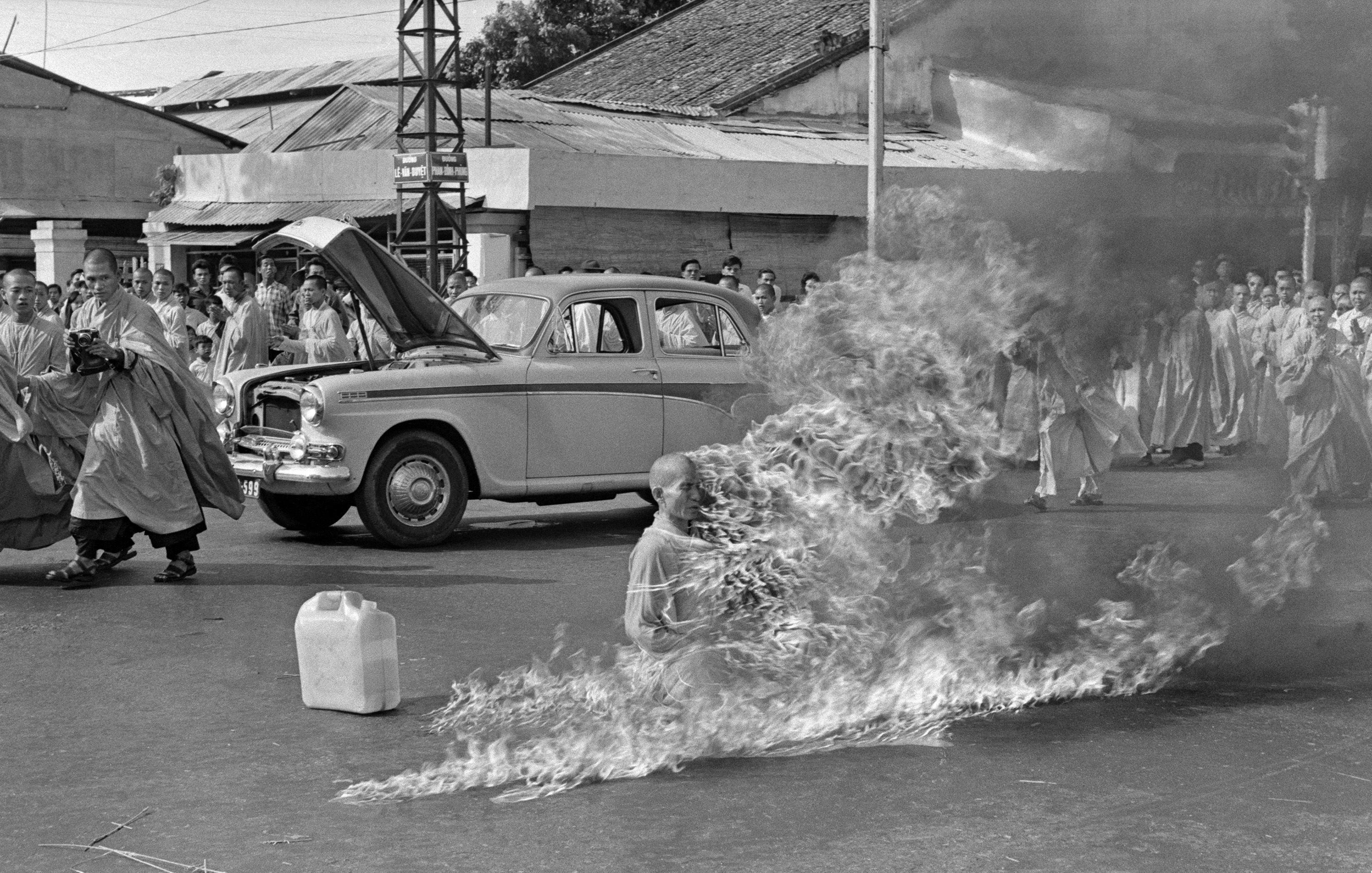
ティック・クアン・ドックの焼身自殺。

仏教徒危機（ぶっきょうときき、ベトナム語：Biến cố Phật giáo / 變故佛教 英語: Buddhist crisis）は、ベトナム共和国（南ベトナム）で1963年5月から同年11月まで続いた、政治的、宗教的な緊張である。南ベトナム政府によって行われた数々の弾圧行為に対し、主に仏教の僧侶によって主導された市民的不服従によって発生した。
この危機は5月8日に中部の都市フエで、仏旗掲揚の禁止に抗議した9人の非武装市民が銃撃されて発生した（Huế Phật Đản shootings）。
仏教徒危機は、1963年11月に発生したベトナム共和国陸軍のズオン・バン・ミン将軍による軍事クーデターをもって終結した。このクーデターで、ゴ・ディン・ジエム大統領および政治顧問の実弟ゴ・ディン・ヌー秘密警察長官が殺害された。

## 背景
南ベトナムでは、1963年の時点で全人口の70％から90％が仏教徒であると見積もられており、ゴ・ディン・ジエム大統領のカトリック寄りの政策が多くの仏教徒の反発を買っていた。少数派だったカトリック勢力を主体とする政府は土地の割り当て、商業上の恩恵や税の軽減など、公共事業や軍部での昇格においてカトリック教徒を優遇していた。ジエムは仏教徒に対し、カトリック教徒の将校の優遇を上級将校に推奨していた。そのため、ベトナム共和国陸軍の多くの将校がカトリックに改宗し、彼らが改宗しなかった場合、多くは昇進できなかった。それに加え、南ベトナム解放民族戦線のゲリラを撃退するための自衛民兵への武器の配布はカトリック教徒のみに与えられた。一部のカトリック司祭は私的な武装組織を運営しており、地域によっては強制改宗、略奪および仏教寺院の破壊が行われた。一部の仏教徒の村は援助を受けるため、あるいは弾圧を避けるために集団改宗した。
カトリック教会は南ベトナムで最大の地主であった。フランス植民地時代、仏教徒の政治的活動には公式な許可が必要とされたが、ジエム政権になってもこれは取り消されなかった。教会所有の土地は土地改革の対象外とされ、カトリック教徒は南ベトナム国民に義務付けられていた賦役労働からの事実上の免除対象となり、カトリック教徒が多数派の村は優遇されていた。ジエム支配下で、カトリック教会は財産取得に関して特別な免除処置を受けていた。1957年にはジエムはベトナム共和国を聖母マリアに捧げると発言した。以降、南ベトナムでは公的な行事の場でバチカンの国旗が掲げられていた。

## 出来事

### 1963年5月
1963年5月、カトリック以外の宗教旗を掲揚することを禁じる法律が制定された。そのため、釈迦の誕生日のウェーサーカ祭に仏旗を掲げる事が禁止され、仏教徒の間で不満が高まった。ジエムの兄で南ベトナム最高位の聖職者であるゴ・ディン・トゥック大司教は、政府主催の式典でバチカン国旗を掲揚する事を奨励していた。5月8日、フエで仏教徒の群衆が仏旗掲揚の禁止に対して抗議を行った。警察は群衆に発砲、手投げ弾を投擲、8名が死亡した。
ジエム大統領はこの事件に対する政府の責任を否定し、南ベトナム解放民族戦線のテロとして非難した。国務長官のグエン・ディン・トゥアンは解放戦線が仏教徒の動揺を利用したと訴え、政府は仏教徒の要求を受け入れないと宣言した。ジエム寄りのベトナム・プレスは信教の自由が存在している旨の政府の発言を掲載した。国会はこれを承認したが、仏教徒は認めなかった。
5月30日、500人以上の僧侶がサイゴンの国会前をデモ行進した。仏教徒は集会禁止を回避するため、ブラインドを下ろしたバスをチャーターして参加した。彼らはサイゴン市内をバスで走り、僧侶をデモに参加させた。これがジエム政権に対する初めての抗議活動だった。仏教徒は最終的に解散させられたが、指導者のティック・ティン・キェットは48時間のハンガー・ストライキを企図し、4時間の座り込みを行った。

### 1963年6月
6月1日、ジエムは秩序の維持に失敗したという理由で、フエ事件に関与していた3人の官僚を解任すると発表した。この時点で北ベトナムとの和解は不可能になっていた。
6月3日、ベトナム共和国陸軍の警察がフエで仏教徒の抗議活動家に化学兵器を使用した。67人が入院し、アメリカ合衆国は非公式に援助を取り下げると伝え、ジエム体制に圧力を掛けた。
6月11日に、仏教の僧侶ティック・クアン・ドックが、ジエムの政策に抗議するため、サイゴン（現・ホーチミン市）のアメリカ大使館前で自らガソリンをかぶって焼身自殺した。
この間、サイゴンのサーロイ寺は仏教徒勢力の中心地になっていた。僧侶は宣伝のため勝写版でジエムの方針を批判するパンフレットを作り、大規模な会合、デモやハンガー・ストライキを組織した。華僑居住地のチョロン地区にあるアン・クアン寺で事件の追悼行事が行われた。

### 1963年7月
1963年7月7日に、ゴ・ディン・ジエムの弟ゴ・ディン・ヌーの秘密警察が、仏教徒のデモを取材していたアメリカの報道団を襲撃した。AP通信のピーター・アーネットが鼻を殴られたが、ニューヨーク・タイムズのデイヴィッド・ハルバースタムが反撃し秘密警察を追い返した。アーネットの同僚の写真家マルコム・ブラウンは、後に警察官を攻撃した件で連行された。

### 1963年8月
8月18日、仏教徒はサーロイ寺で約1万5千人を集めた大規模なデモを行った。参加人数は前回の3倍だった。僧侶が演説し、集会は数時間続いた。『ニューヨーク・タイムズ』のデイヴィッド・ハルバースタムは小規模な集会と推測した。翌週、抗議を行う群衆に対する政府の攻撃が予想されており、ハルバースタムは、仏教徒は「素早く危険なゲーム」をしていたと述べた。彼は「仏教徒自身は彼らが置かれた状況に理解しており、彼らの抗議は益々激しさを増していた」と述べた。
8月18日、ベトナム共和国陸軍の将軍達と会談し、戒厳令の発動を検討した。8月20日、ヌーは協議のために7人の将軍を招集した。彼らは戒厳令発動を要求し、僧侶の排除について議論した。将軍のひとりチャン・ヴァン・ドンは、共産主義者がサーロイ寺の僧侶達の中に侵入しており、市民が動揺していると警告し、仏教徒が嘉隆宮殿に向かって大集団で抗議行進をする可能性があると主張した。これを聞いて、ジエムは内閣に相談せずに戒厳令を出す事に同意した。軍はサイゴンを含む戦略拠点を占領する事を命令された。ドンは海外に滞在していたレ・ヴァン・ティ将軍に代わって陸軍参謀総長代理に任命された。ドンは将軍達に僧侶達を傷付ける事を望んでいないと述べ、ジエムが僧侶を弾圧しなかったと主張した。戒厳令はドンによって承認され、8月21日の早朝に軍事行動が起きることはないと予想された。
8月21日の深夜12時、ヌーの指令に基づき、レ・クアン・トゥン大佐統率下の特殊部隊が仏教寺院に対する攻撃を開始した。1400人以上の仏教徒が逮捕された。殺害された人や、行方不明になった人の数は数百人と見積もられた。軍は仏教寺院の主要な祭壇を破壊し、焼身自殺したティック・クアン・ドックの遺体の心臓を没収した。仏教徒は彼の遺骨の残りを持って避難所に退避した。2人の僧侶がアメリカの敷地に入り、そこで彼らは亡命者としての保護を受けた。80歳の仏教指導者ティック・ティン・キェットは拘束され、サイゴン郊外の軍事病院に拘束された。ベトナム共和国陸軍第3兵団司令官のトン・ダット・ディンは全てのサイゴンへの商業飛行を中止させて検閲を行い、サイゴンの軍事的掌握を発表した。
アメリカ合衆国政府は仏教徒襲撃の背景を調査し、彼らはジエム政権の敵であると認識した。アメリカは公式には南ベトナム政府を支持すると表明したが、この攻撃でジエム政権に対する信用が低下することになった。アメリカ国務省は襲撃事件が南ベトナムとの「和解の方針」に対する重大な違反であると表明した。
8月24日に、ケネディ政権はアメリカの方針転換を伝える電報243号をサイゴンのアメリカ大使館に送った。このメッセージは、ジエムがアメリカのベトナム政策に注意を向けない場合、彼らを権力から排除し別の指導者を探すよう助言するものであった。ジエムが強硬派のヌー夫妻を遠ざける可能性が極めて低いと見られたため、このメッセージはクーデターの発生を示唆するものであった。ボイス・オブ・アメリカも、事件や軍の責任を回避した事に対し、ヌーを非難する内容を放送した。

### 1963年9月
事件の後、ケネディは事実調査を開始した。主な内容は、南ベトナムが行っていた戦争の進行状況と解放戦線の暴動に対するアメリカ人の軍事顧問を調査する事であった。この任務はヴィクター・H・クルラックとジョセフ・メンデンホールが行った。メンデンホールはベトナムでの経験を持つ外交局の上級職員であり、クルラックはアメリカ海兵隊の少将だった。この調査は4日間続いた。
アメリカ国家安全保障会議への調査結果の報告で、メンデンホールは軍事上の失敗や世間の不満といった悲観的な報告を行ったが、クルラックは極端に楽観的な報告を行った。クルラックは解放戦線と戦う中で発生している不満を無視した。彼は戦場でのベトナム人兵士の活動は、ジエム政権に対する不満に左右されなかったと述べた。メンデンホールは都市で生活するベトナム人の感情に注目し、ジエム政権が宗教的な内戦の可能性を高めたと結論付けた。彼はベトコン支配下の方が生活が良くなると市民が信じつつあったと述べた。
これらの報告を受けて、ジョン・F・ケネディ大統領が2人に質問した事が広く知られている。
あなた方は二人とも同じ国を訪問したのですよね?
ジエム政権の転覆、或いはヌーとその妻の影響力を排除するといった、南ベトナムに対する様々な行動が議論された。ヌー夫妻の存在が南ベトナムでの政治的問題の最たる原因だと見られていた。
クルラックとメンデンホールが南ベトナムまで出張して調査したにもかかわらず結論は出ず、その後の任務が待たれることとなった。

### 1963年11月
1963年11月1日、仏教徒危機の6ヶ月後に、ベトナム共和国陸軍の将軍達が軍事クーデターを実行し、ジエム兄弟を殺害した。